# Tibshelf
Tibshelf – wieś w Anglii, w hrabstwie Derbyshire, w dystrykcie Bolsover. Leży 26 km na północ od miasta Derby i 200 km na północ od Londynu.